# Stratencircuit Detroit
Het stratencircuit van Detroit was een circuit gelegen in Detroit in de Amerikaanse staat Michigan, nabij het Renaissance Center.
Tussen 1982 en 1988 stond het circuit op de Formule 1-kalender, als Grand Prix van de Verenigde Staten Oost tot 1984 en als enige overgebleven race in de Verenigde Staten van 1985 tot 1988. Er werden onderhandelingen gevoerd om de Amerikaanse Grand Prix in 1989 op het circuit Belle Isle Park te houden, maar dat ging uiteindelijk niet door. Vanaf dat jaar verhuisde de Grand Prix naar Phoenix in Arizona. Ayrton Senna is recordhouder op het circuit, hij won de laatste drie Formule 1-races die tussen 1986 en 1988 op het circuit gehouden werden.
Het circuit stond tussen 1989 en 1991 op de Champ Car kalender. Braziliaans coureur Emerson Fittipaldi won de race twee keer, Michael Andretti een keer. In 1992 verdween het circuit van de kalender en werd het vervangen door het circuit Belle Isle Park, dat eveneens in Detroit gelegen is.

## Winnaars
Winnaars op het circuit voor een race uit de Formule 1-kalender.
| Jaar | Rijder           |
| ---- | ---------------- |
| 1982 | John Watson      |
| 1983 | Michele Alboreto |
| 1984 | Nelson Piquet    |
| 1985 | Keke Rosberg     |
| 1986 | Ayrton Senna     |
| 1987 | Ayrton Senna     |
| 1988 | Ayrton Senna     |

Winnaars op het circuit voor een race uit de Champ Car kalender.
| Jaar | Rijder             |
| ---- | ------------------ |
| 1989 | Emerson Fittipaldi |
| 1990 | Michael Andretti   |
| 1991 | Emerson Fittipaldi |